# Aylward Manley Blackman
Pour les articles homonymes, voir Blackman.
Aylward Manley Blackman (né le 30 janvier 1883 à Dawlish, Devon - mort le 9 mars 1956 à Abergele) est un égyptologue anglais.
Ayant appris l'arabe, l'égyptien et le copte à Oxford, il collabore en 1909-1910 en tant qu'épigraphiste à l'expédition de l'université de Pennsylvanie à Bouhen. Par la suite, ses travaux porteront essentiellement sur l'étude des temples de Nubie : Biggeh (petite île à l’ouest de Philæ), Dendour, etc.

## Publications
- (en) The Rock Tombs of Meir, en six volumes, 1914-1953 ;
- (en) Egyptian Myth and Ritual, 1932.